# Pra - Barant
Pra - Barant este o arie protejată (arie specială de conservare — SAC, sit de importanță comunitară — SCI) din Italia întinsă pe o suprafață de 4.120 ha, integral pe uscat.

## Localizare
Centrul sitului Pra - Barant este situat la coordonatele 44°45′21″N 7°03′34″E / 44.755833°N 7.059444°E.

## Înființare
Situl Pra - Barant a fost declarat sit de importanță comunitară în septembrie 1995 pentru a proteja 13 specii de animale. Situl a fost protejat și ca arie specială de conservare în iulie 2016.

## Biodiversitate
Situată în ecoregiunea alpină, aria protejată conține 16 habitate naturale: Pajiști alpine și subalpine calcaroase, Formațiuni ierboase bogate în specii de Nardus, dezvoltate pe substraturi silicioase în zone montane (și în zone submontane, în Europa continentală), Pante stâncoase calcaroase cu vegetație casmofită, Păduri pe pante, grohotișuri și ravene de Tilio-Acerion, Păduri montane și subalpine de Pinus uncinata (* dezvoltate pe substrat gipsos sau calcaros), Grohotișuri calcaroase și de șisturi calcaroase de la nivelul montan până la nivelul alpin (Thlaspietea rotundifolii), Pajiști alpine și boreale, Păduri de fag Luzulo-Fagetum, Râuri de munte și vegetația erbacee de pe malurile acestora, Izvoare petrifiante cu formare de travertin (Cratoneurion), Păduri alpine de Larix decidua și/sau Pinus cembra, Grohotișuri silicioase de la nivelul montan până la nivelul zăpezii (Androsacetalia alpinae și Galeopsietalia ladani), Fânețe montane, Formațiuni pioniere alpine de Caricion bicoloris-atrofuscae, Liziere de ierburi înalte hidrofile de câmpie și de nivel montan până la alpin, Pante stâncoase silicioase cu vegetație casmofită.
La baza desemnării sitului se află mai multe specii protejate:
- păsări (10): minunița (Aegolius funereus), potârnichea de stâncă (Alectoris graeca saxatilis), acvilă de munte (Aquila chrysaetos), șerpar (Circaetus gallicus), ciocănitoare neagră (Dryocopus martius), zăgan (Gypaetus barbatus), Lagopus muta helvetica, sfrâncioc roșiatic (Lanius collurio), Lyrurus tetrix tetrix, Pyrrhocorax pyrrhocorax
- mamifere (2): lupul (Canis lupus), liliac cărămiziu (Myotis emarginatus)
- nevertebrate (1): Euplagia quadripunctaria

Pe lângă speciile protejate, pe teritoriul sitului au mai fost identificate 20 de specii de plante, 2 specii de amfibieni, 4 specii de mamifere, 9 specii de nevertebrate, 5 specii de reptile.